# Freilassing
Freilassing er en by i den sydøstlige del af den tyske delstat Bayern, i Regierungsbezirk Oberbayern. Den er grænseby til Salzburg i Østrig, og nærmest en forstad til denne.
Freilassing er administrationsby for Euregio Salzburg – Berchtesgadener Land – Traunstein.

## Geografi
Freilassing ligger i dalen ved floderne Salzach og Saalach som løber sammen nær den nordlige udkant af byen . Mod syd rejser Alperne sig op i mere end 2000 meters højde. Mod nord og vest er landskabet præget af runde bakker.

## Historie
Freilassing hørte i den tidlige middelalder under Land Salzburg, der dengang var en del af Hertugdømmet Bayern, men da Fyrstebispedømmet Salzburg blev selvstændigt i 1328, løste det tilknytningen til Bayern. I 1810 kom både Salzburg og Freilassing tilbage til Bayern. Efter Napoleonskrigene blev Salzburg igen østrigsk, mens Freilassing og flere andre kommuner i landskabet Rupertiwinkel forblev i Bayern.